# Incidente aereo di Cugnaux del 12 aprile 1938
Il 12 aprile 1938 un bombardiere Bloch MB 210 della III Escadrille della 23éme Escadre du bombardement di stanza all'aeroporto di Tolosa Francazal precipitò in fase di atterraggio a Cugnaux. Non si registrarono vittime tra i cinque membri dell'equipaggio.

## L'incidente

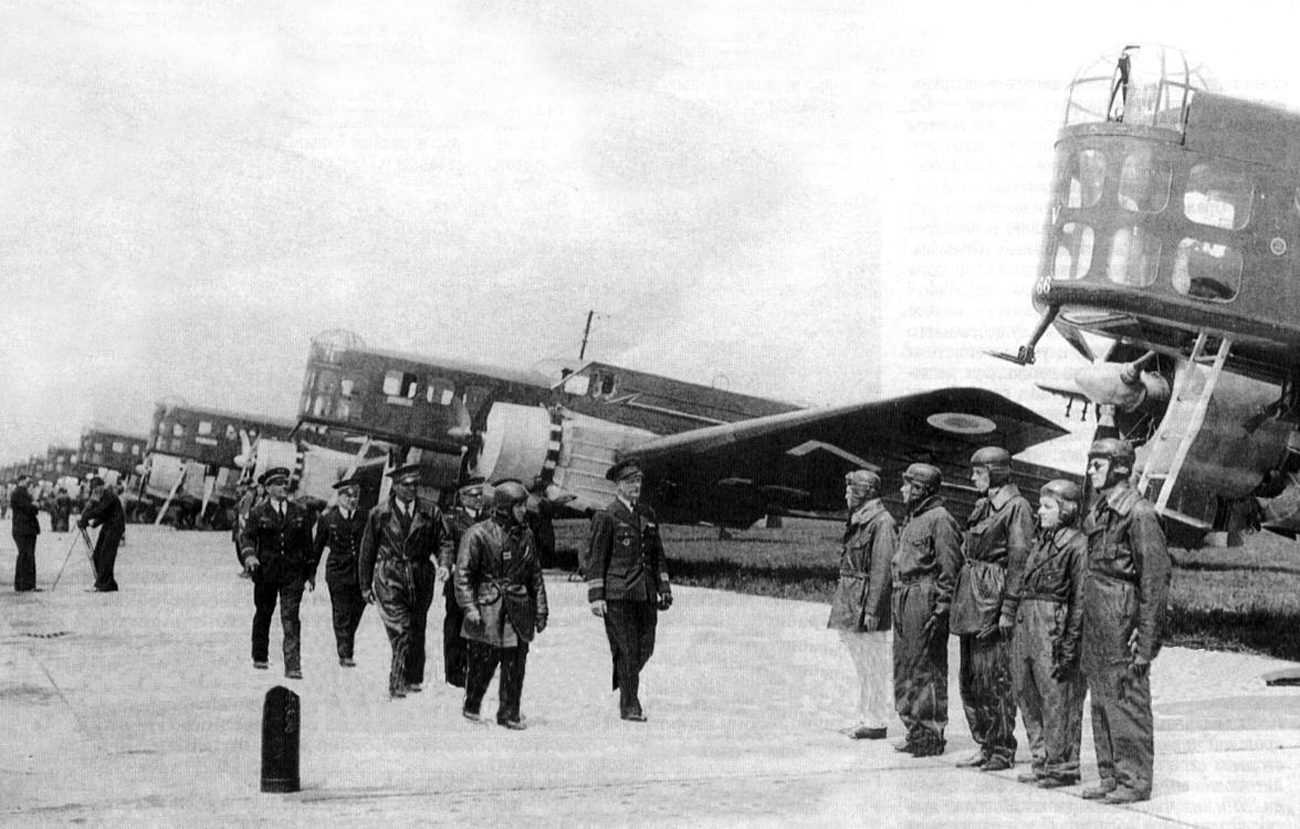
Rassegna di velivoli ed equipaggi di un reparto di Bloch MB 210.

Nel pomeriggio del 12 aprile 1938 un bombardiere Bloch MB 210, appartenente alla III Escadrille della 23éme Escadre du bombardement di stanza all'aeroporto di Tolosa Francazal, stava svolgendo un volo di addestramento nella regione occidentale di Tolosa. L'equipaggio era così composto: tenente René Charles Maiffren, pilota istruttore; tenente Hauez, pilota; sergente maggiore meccanico Cazeneuve; sergente maggiore pilota Bertucci; sergente meccanico e mitragliere Jaubin. Mentre l'aereo volava ad una quota compresa tra i 1.800 e i 2.000 metri, il pilota decise improvvisamente di ritornare alla base aerea.
Poco prima dell'atterraggio l'aereo, che volava a bassissima quota a causa di una perdita di potenza ad un motore radiale Gnome et Rhône, urtò, a seguito di una raffica di vento, una linea elettrica ad alta tensione che si trovava al di sopra della strada tra Cugnaux a Saint-Simon. Il velivolo precipitò immediatamente al suolo e si incendiò. Gli aviatori furono immediatamente soccorsi da tre contadini, i signori Huc, da Cugnaux, e Séri e Marteille, che, incuranti delle fiamme, si precipitarono ad aiutarli ad uscire dall'aereo a rischio della propria vita. Due di loro, il tenente Hauez e il sergente maggiore Bertucci erano gravemente feriti alla testa e alle gambe e furono ricoverati presso l'ospedale militare, mentre gli altri tre erano solamente lievemente feriti.
L'aereo era nuovo di fabbrica, essendone uscito nel marzo 1938, ma il modello era tristemente famoso per il numero di incidenti che ne segnarono la carriera (11), tanto che la stampa dell'epoca lo definì una "bara volante". Questi incidenti erano spesso dovuti a problemi ai motori: qualità dell'olio lubrificante, scarsa ventilazione del motore a causa della forma del cofano e frequenti guasti. Come velivolo da addestramento, tuttavia, si distingueva poiché era l'unico aereo francese dotato di eliche a passo variabile e carrello di atterraggio retrattile.

### Fonti
1. 1 2 3 4 5 6 7 8 9 10  Aerocherche.